# Ghisonaccia
Ghisonaccia là một xã của tỉnh Haute-Corse trên đảo Corse, Pháp. Xã này có diện tích 68,25 kilômét vuông, dân số năm 1999 là 3168 người. Khu vực này có độ cao 16 mét trên mực nước biển.